# 波蘭的伊莉莎白 (1305-1380)
波蘭的伊莉莎白（波蘭語：Elżbieta Łokietkówna，1305年—1380年12月29日），匈牙利王后，1320年至1342年在位。
1330年，国王、王后和两位王子遭到费利西安·扎赫的袭击，费利西安在被当场击杀前砍断了伊莉莎白王后右手的四根手指。
1342年卡罗伊一世驾崩，拉约什一世继位，伊莉莎白成为王太后。

## 家庭
1320年，伊莉莎白與匈牙利國王卡罗伊一世結婚，兩人共有五個兒子：
1. 卡罗利（1321年），早夭
2. 拉斯洛（贝尔格莱德，1324年11月—1329年2月24日）
3. 拉約什（1326年—1382年），匈牙利和波蘭國王
4. 安德烈（英语：Andrew, Duke of Calabria）（1327年—1345年），卡拉布里亞公爵，早逝
5. 伊什特萬（英语：Stephen of Anjou）（1332年—1354年），斯拉沃尼亞公爵